# Baeckea linifolia
Baeckea linifolia là một loài thực vật có hoa trong Họ Đào kim nương. Loài này được Rudge mô tả khoa học đầu tiên năm 1807.